# John C. Breckinridge

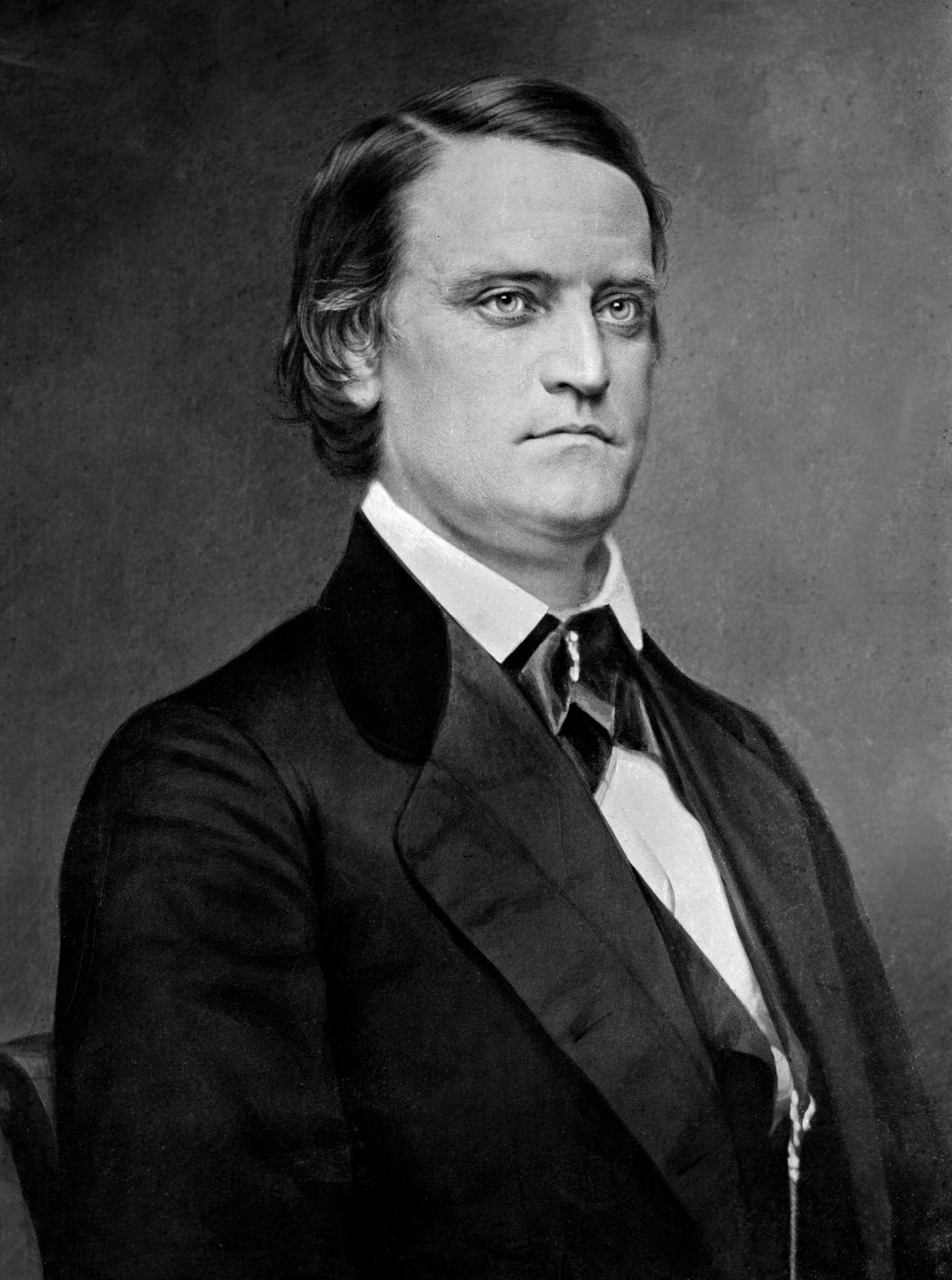
John C. Breckinridge

John Cabell Breckinridge (* 16. Januar 1821 in Lexington, Kentucky; † 17. Mai 1875 ebenda) war Offizier des US-Heeres, Vizepräsident der Vereinigten Staaten und Senator für den Bundesstaat Kentucky. Im Amerikanischen Bürgerkrieg war er General im konföderierten Heer.

## Herkunft und Werdegang
Breckinridge war der Sohn von Joseph und Mary Clay (Smith) Breckinridge und damit Spross einer mächtigen Familie. Sein Großvater war John Breckinridge, Justizminister unter Präsident Thomas Jefferson. Er besuchte zunächst die Pisgah Akademie im Woodford County, Kentucky und ging nach seinem Abschluss 1839 auf dem Centre College in Danville, Kentucky zum College of New Jersey, der heutigen Princeton University. Danach studierte Breckinridge Jura an der Transylvania University in Lexington, Kentucky. 1840 wurde er schließlich als Anwalt zugelassen. Zuerst betrieb er seine Anwaltskanzlei in Burlington, Iowa. Doch 1843 kehrte er nach Kentucky zurück und übersiedelte 1845 wieder nach Lexington, wo er als Anwalt und Juradozent an der Transylvania University tätig war. Im Dezember 1843 heiratete er Mary Cyrene Burch.

## Militärische Karriere und politische Laufbahn
Während des Mexikanisch-Amerikanischen Krieges (1846–1848) diente Breckinridge 1847 als Major im 3. Kentucky Infanterieregiment. Als Demokrat wurde er 1849 für das Fayette County in das Repräsentantenhaus von Kentucky gewählt. Von 1851 bis 1855 war er Abgeordneter im US-Repräsentantenhaus. Nach der Wahl von James Buchanan zum Präsidenten 1856 wurde er am 4. März 1857 als dessen Running Mate im Alter von 36 Jahren, 1 Monat und 11 Tagen zum jüngsten Vizepräsidenten in der bisherigen Geschichte der USA. 1860 wurde er von den Südstaaten-Demokraten als Kandidat für die Präsidentenwahlen aufgestellt, unterlag jedoch dem Kandidaten der Republikanischen Partei, Abraham Lincoln. Seine Vizepräsidentschaft lief am 4. März 1861 aus.
Das Parlament von Kentucky hatte ihn währenddessen in den US-Senat gewählt. Das Mandat übte er von März bis September 1861 aus. Er unterstützte den Crittenden-Kompromiss in der Hoffnung, einen Krieg vermeiden zu können. Breckinridge verteidigte die Sklaverei nicht, wechselte aber wegen der Behinderung der Operationen seines Staates durch die Bundesregierung die Seiten. Er kehrte im September 1861 nach Kentucky zurück, um dort die provisorische konföderierte Regierung für diesen Staat zu organisieren. Am 4. Dezember 1861 wurde er aus dem US-Senat ausgeschlossen, weil er Washington, D.C. verlassen hatte, um sich den Konföderierten anzuschließen.

## Sezessionszeit
Im November 1861 wurde Breckinridge zum General im konföderierten Heer ernannt und diente im Sezessionskrieg unter General Albert S. Johnston. Er zeichnete sich in den Schlachten von Bowling Green und Shiloh aus. Im Juni 1862 wurde er während der Schlacht um Vicksburg zum Divisionskommandeur ernannt und nahm am gescheiterten Sturmangriff auf Baton Rouge, Louisiana teil. Unter General Joseph E. Johnston kämpfte er in der Schlacht bei Jackson und nahm unter General Braxton Bragg Ende 1862 an der Schlacht am Stones River (mit hohen Verlusten seiner so genannten Orphan Brigade) und im September 1863 an der Schlacht am Chickamauga teil. Im Mai 1864 schlug er Generalmajor Sigel bei New Market und rückte mit Generalleutnant Early im Juli auf Washington, D.C. vor, wobei er im September dessen Niederlage bei Winchester, Virginia teilte. 1864 wurde er zum Befehlshaber des Wehrbezirks westliches Virginia ernannt. Präsident Jefferson Davis ernannte ihn am 6. Februar 1865 zum Kriegsminister. Es war zu diesem Zeitpunkt allerdings zu spät, größere Veränderungen zu bewirken. Im April verließ er mit dem Kabinett Richmond, Virginia und entkam nach Kuba.

## Nachkriegszeit

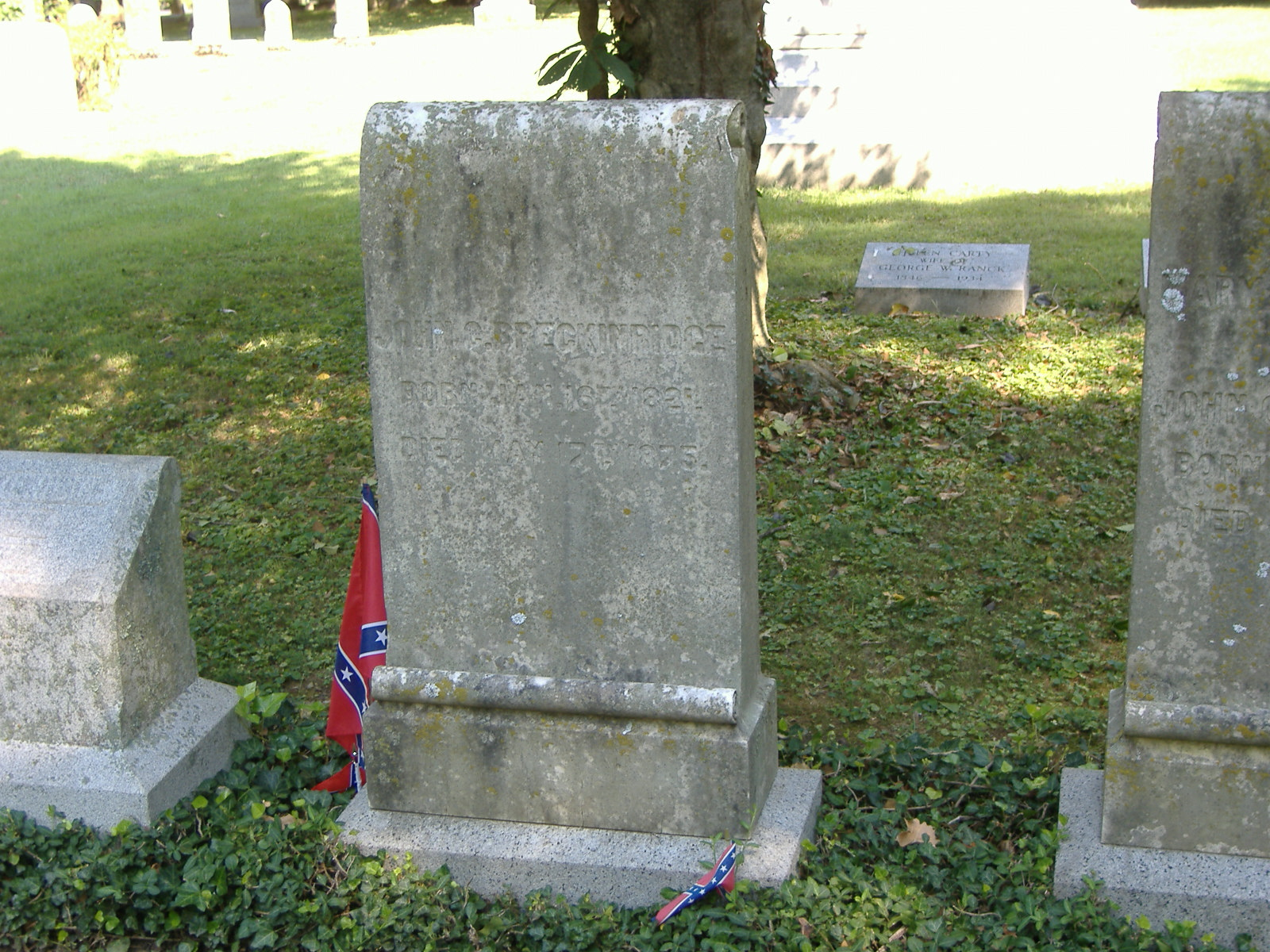
Breckinridges Grab in Lexington

Nach dem Krieg reiste Breckinridge kreuz und quer durch Europa. 1869 kehrte er nach Lexington zurück, nachdem ihm die US-Regierung die Erlaubnis zur Rückkehr erteilt hatte, und wurde dort wieder Anwalt. Durch das wegen seiner Teilnahme an der Sezession ausgesprochene Verbot, ein öffentliches Amt zu bekleiden, war er nicht mehr in der Lage, am öffentlichen Leben der Nachkriegszeit seines Staates teilzunehmen. Er wurde 1869 Vizepräsident der Elizabethtown, Lexington and Big Sandy Railroad Company. Seine Familie war wie viele andere in diesem Konflikt gespalten. Enge Verwandte kämpften auf beiden Seiten des Krieges. Er war eine der vielen Personen, deren Leben und Loyalität durch diesen Bürgerkrieg gespalten wurden. Am 17. Mai 1875 verstarb er in Lexington an den Folgen einer Operation und wurde auf dem dortigen Friedhof begraben.
Sein Sohn Clifton war Abgeordneter für Arkansas im Repräsentantenhaus. Diesem gehörten außerdem sein Cousin William und sein Großneffe John als Vertreter Kentuckys an. Die Orte Breckenridge in Colorado, Breckenridge in Minnesota, Breckenridge in Missouri und Breckenridge in Texas wurden nach John Breckinridge benannt.